# Герб русинів

Варіант герба

Герб русинів (русин. герб русинів, урб русинів) — один із символів русинів. Створено на основі герба Підкарпатської Русі. Затверджено 23 червня 2007 року на 9-му Всесвітньому конгресі русинів, що проходив у Сигеті (Румунія). Цей герб нерідко використовують на прапорах русинів.

## Опис і тлумачення
Герб має форму французького геральдичного щита, розділеного по-вертикалі на дві рівні частини. Ліва половина ділиться по горизонталі на сім рівних смуг із чергуванням синього і золотистого (жовтого) кольорів, із яких перша смуга — синя, друга — золотиста. У правій частині щита на срібному (білому) полі — зображення червоного ведмедя, що стоїть на задніх лапах і дивиться ліворуч.
Герб хорватських русинів має вгорі доповнення: п'ять рівних вертикальних смуг із чергуванням червоного і білого кольору, з яких перша смуга червона, а друга — біла.
У 1924 чеський професор Іржі Краль, фахівець з етнографії, подає таке пояснення герба: нібито сім смуг, синіх і жовтих, нагадуючи Україну, означають сім головних річок краю — Тису, Тересву, Ріку, Тереблю, Боржаву, Латорицю, Уж, а ведмідь — типовий представник фауни Карпат.
У 1990 році Павло Федака, етнограф з Ужгорода, дає своє пояснення: сім смуг означають єдність семи колишніх комітатів Закарпаття, а поєднання срібного та червоного кольорів сталося під впливом чеської і словацької геральдики.

## Історія
Уперше герб був прийнятий у 1920 році як офіційний символ Підкарпатської Русі. Він був складовою частиною затверджених Законом № 252/1920 від 30 березня 1920 року Середнього і Великого гербів Чехословаччини, до складу якої відповідно до Паризької мирної конференції 1919 року був включено Закарпаття, назване Підкарпатською Руссю. Герб з'явився в процесі розробки герба Чехословаччини. Відповідно до прийнятої концепції, герб Чехословаччини мав складатися з власне чеського щитка і гербів частин республіки: Словаччини, Сілезії, Моравії і Підкарпатської Русі. Але Підкарпатська Русь не мала своєї символіки. Із січня 1920 року влада зверталися до Адміністрації Підкарпатської Русі з проханням надіслати пропозиції з приводу герба. У відповіді з Ужгорода повідомлялося, що одна частина населення бажає, щоб у гербі були присутні синьо-жовті українські кольори, а інша — виступає за біло-сині або синьо-червоні. Герб підготував професор Празького університету Густав Фридрих, який вважав що ведмідь був елементом герба Ужгорода. Кольори обрані відповідно до місцевих побажань: оскільки в Підкарпатській Русі частина населення дотримується українських кольорів — синього і жовтого, інша частина вважає за краще кольори червоно-білого прапора. Делегація підкарпатської Центральної Руської Народної Ради, що прибула 10 березня 1920 року в Прагу, не висловила невдоволення з приводу представленого проекту герба. У кінцевому підсумку герб Підкарпатської Русі являв розсічене поле, у правій частині якого на блакиті три золоті смуги, у лівій — на сріблі червлений лев.
15 березня 1939 року після проголошення незалежності Карпатської України, до герба був доданий тризуб Володимира Великого.
18 грудня 1990 герб Підкарпатської Русі було прийнято в якості герба Закарпатської області .

23 червня 2007 року на 9-му Всесвітньому конгресі русинів в Сигеті (Сигету-Марматіі) герб був затверджений у якості герба русинського народу.

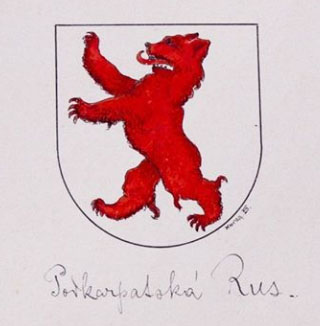
Ескіз герба Підкарпатської Русі, виконаний Ярославом Курсою 1920
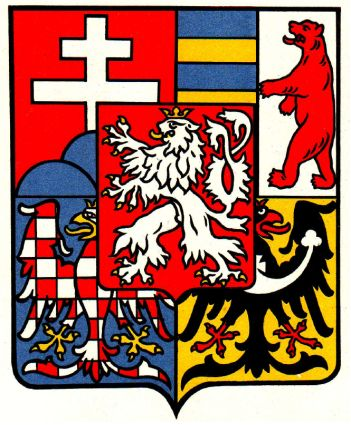
Середній герб Чехословаччини 1920-1939 рр.
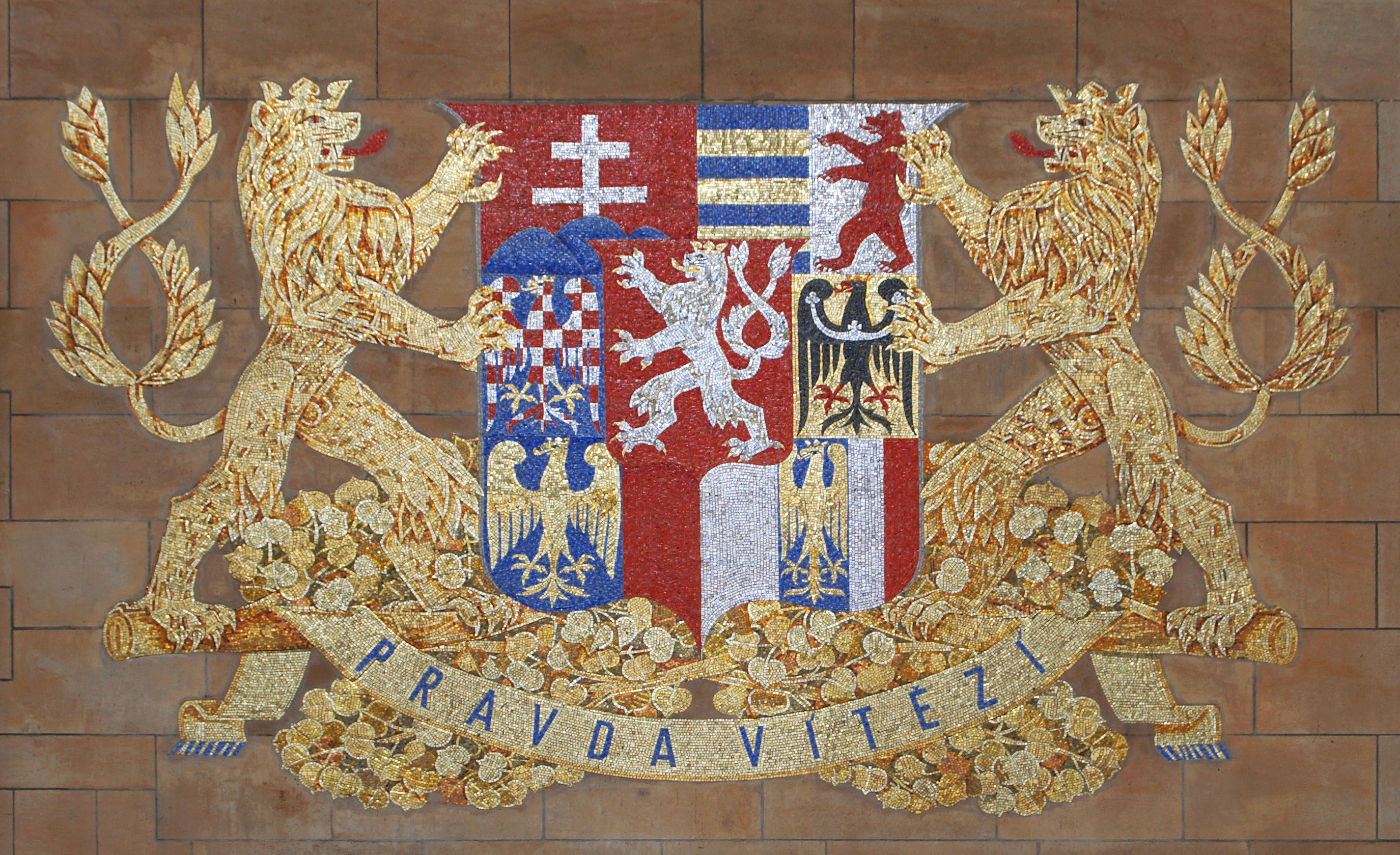
Великий герб Чехословаччини в соборі Святого Віта в Празі
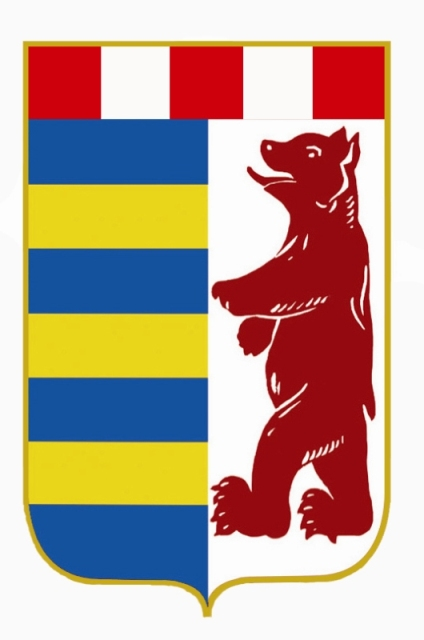
Герб русинів Хорватії
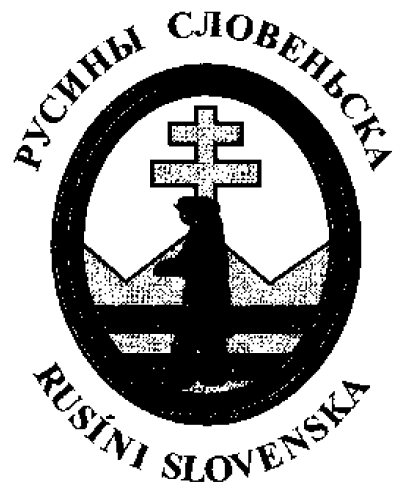
Герб русинів Словаччини